# Sanhattan
Sanhattan (nome formato dalla parola Santiago del Cile e Manhattan) è il nome popolare del distretto finanziario di Santiago del Cile situato al confine dei comuni di Las Condes, Providencia e Vitacura, ad est della città.
La zona ha più di 50 torri con standard premium' e dagli anni '90 del secolo scorso si è convertito nel principale centro finanziario della capitale, superando il centro di Santiago e si posiziona come il principale dell'America latina.
Il nome proviene dall'articolo di Revista del Viernes del quotidiano La Nación di Santiago, pubblicato il 2 giugno del 1995, con il titolo Sanhattan, el Manhattan de Santiago, in chiave ironica dell'editore, Luis Alberto Ganderats, per confrontare lo sviluppo moderno in altezza, tendenza conosciuta come manhattanizzazione. Con il passare del tempo, il termine è stato assimilato dai media, che hanno iniziato a utilizzarlo per indicare quest'area urbana.

## Imprese
Algunas de las empresas más importantes que tienen sus oficinas y edificios corporativos instalados en el sector son:
Template:Lista de columnas

## Galleria d'immagini

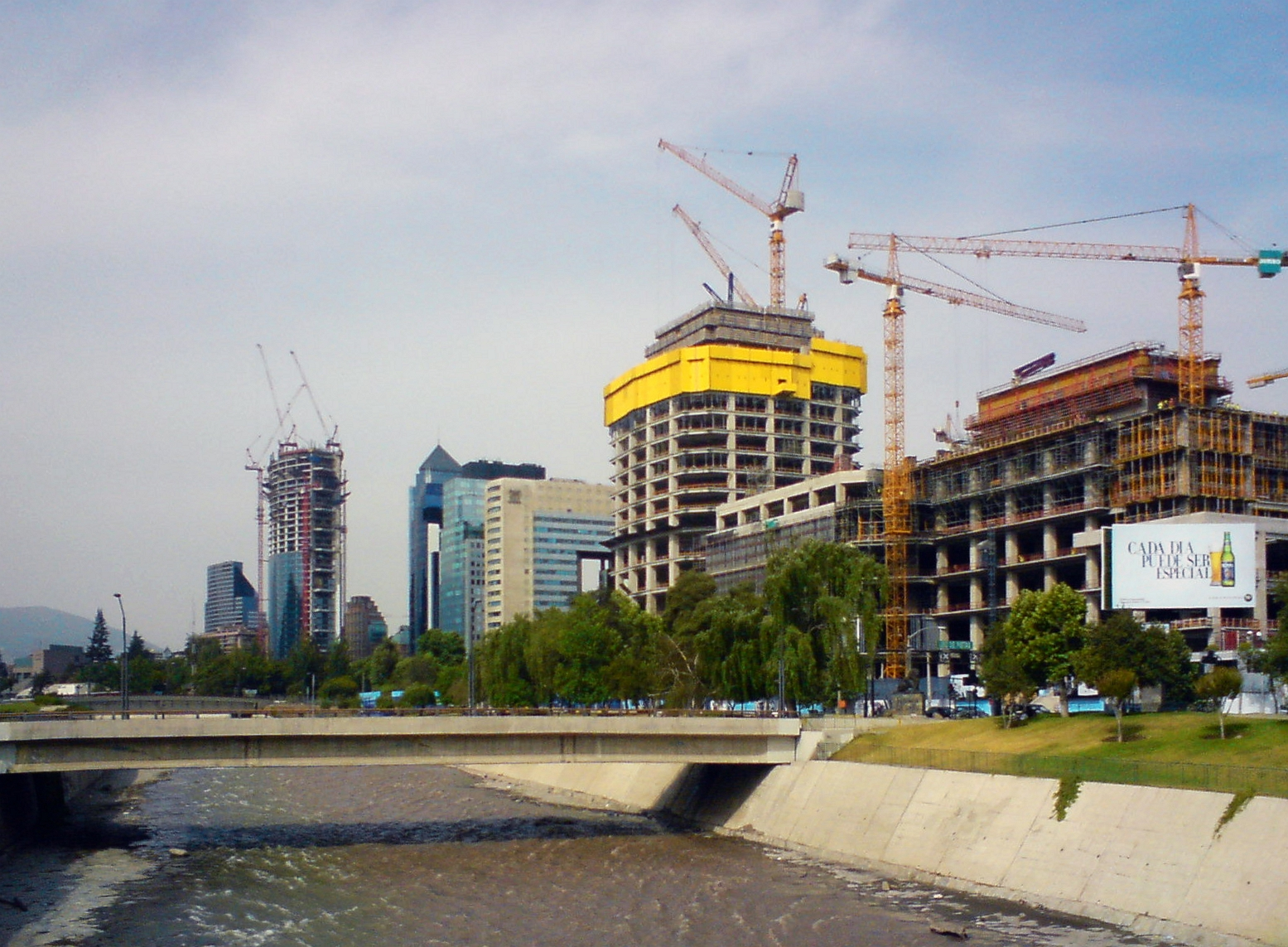
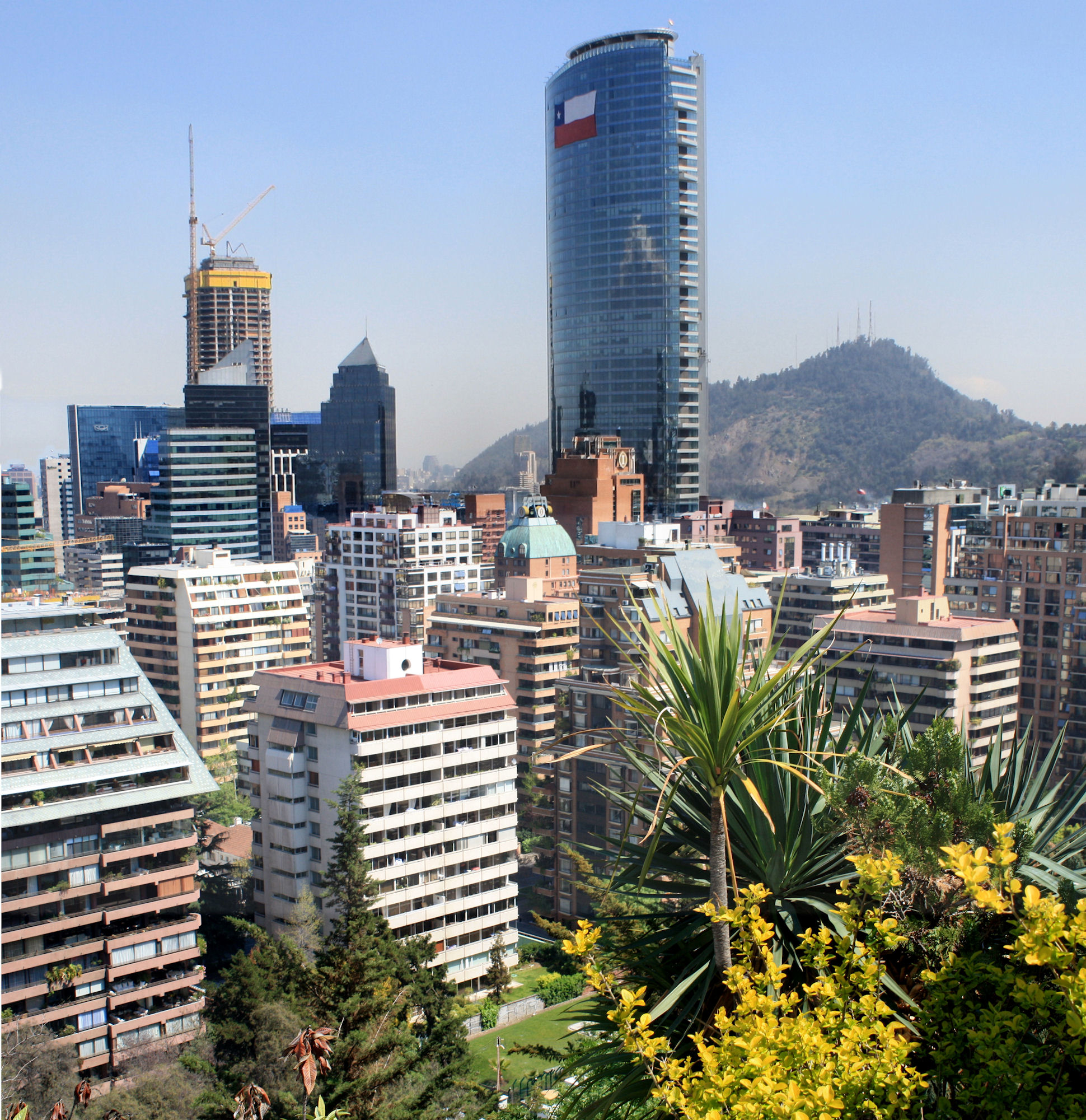
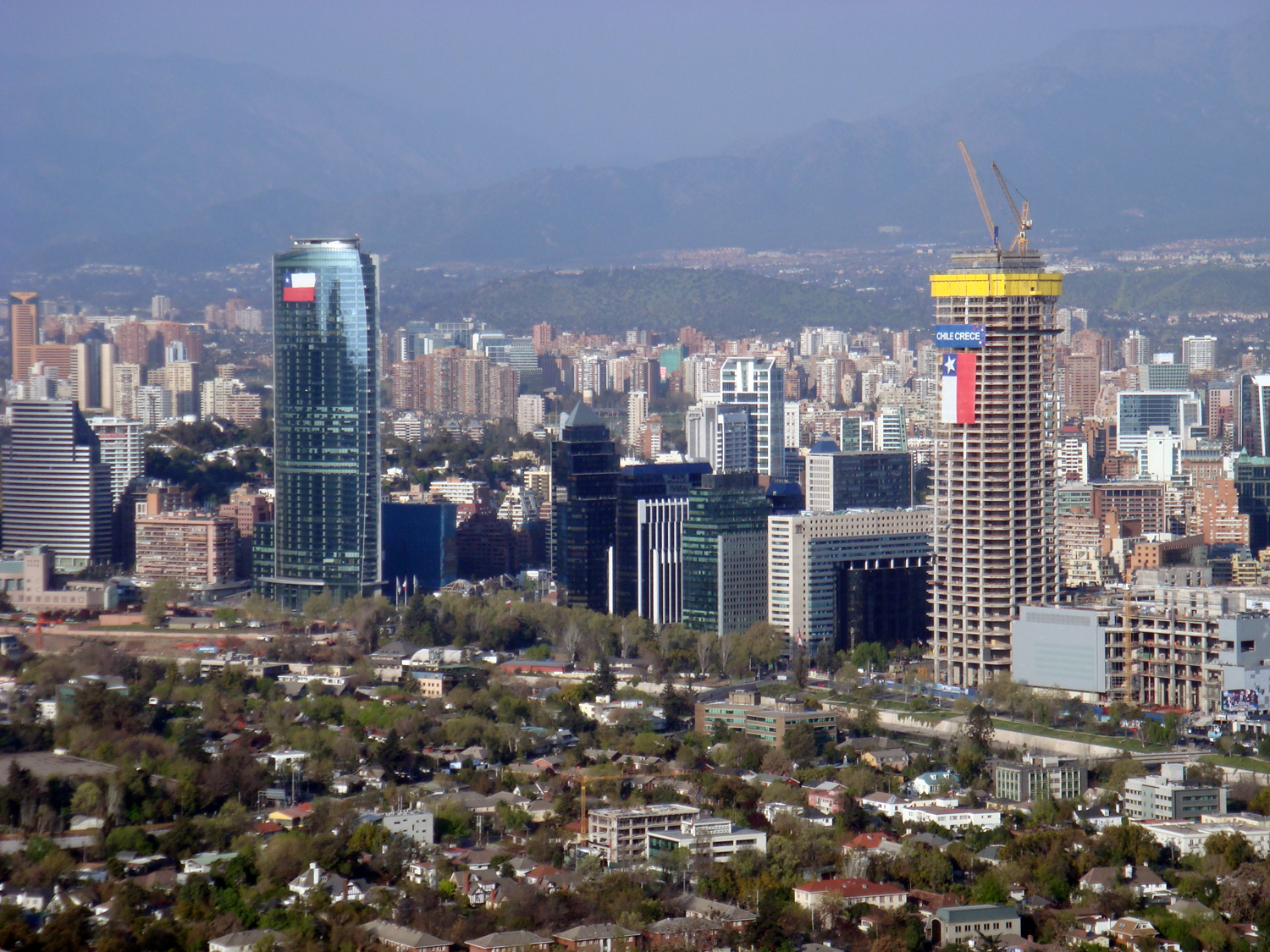
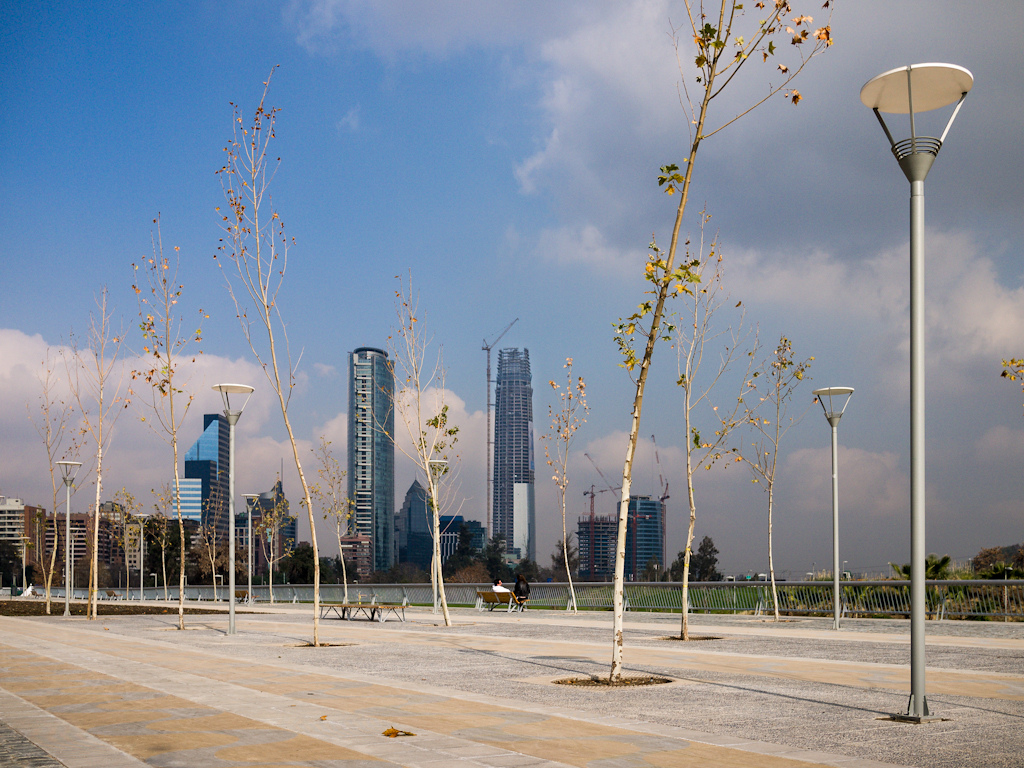
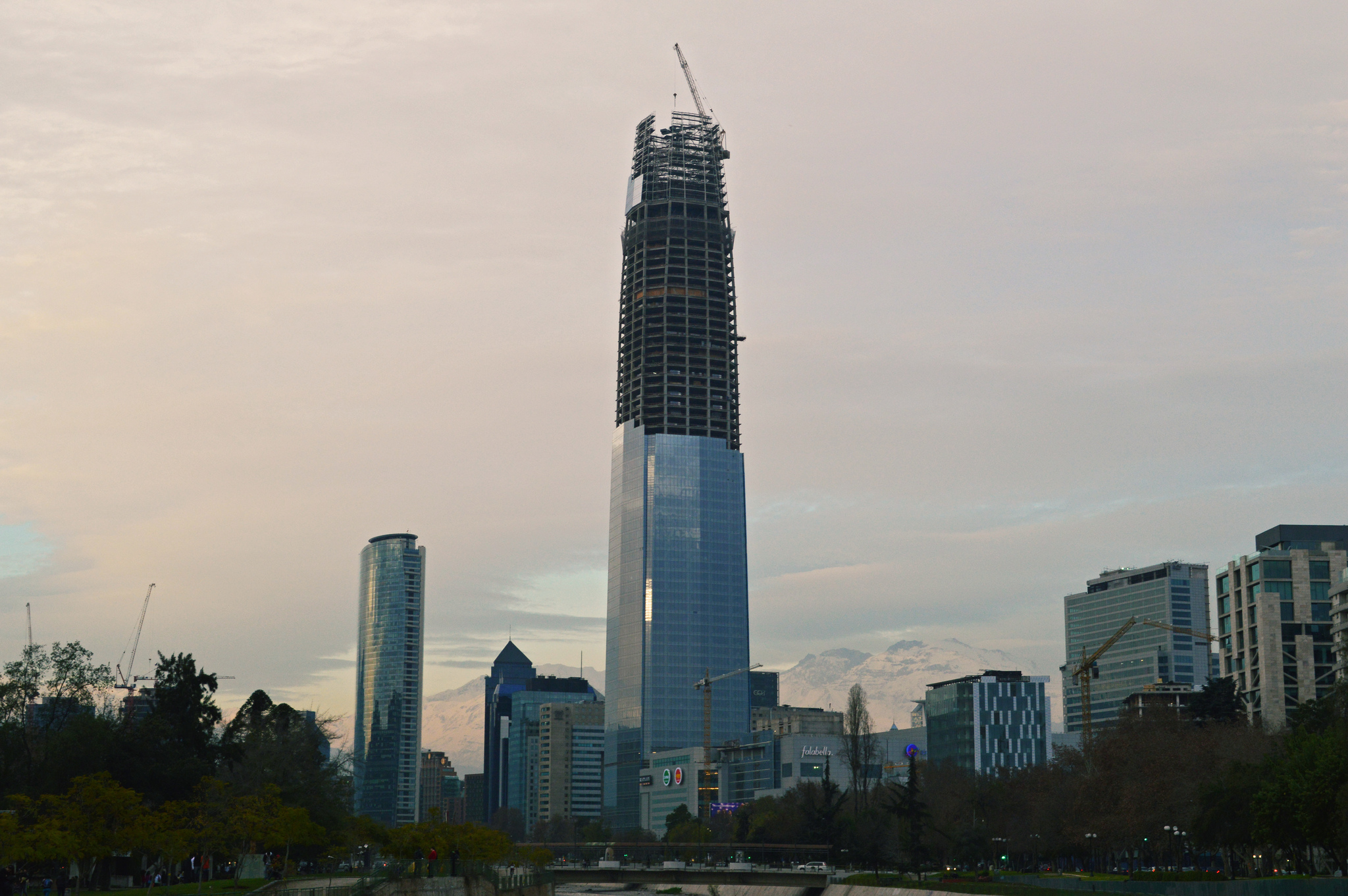
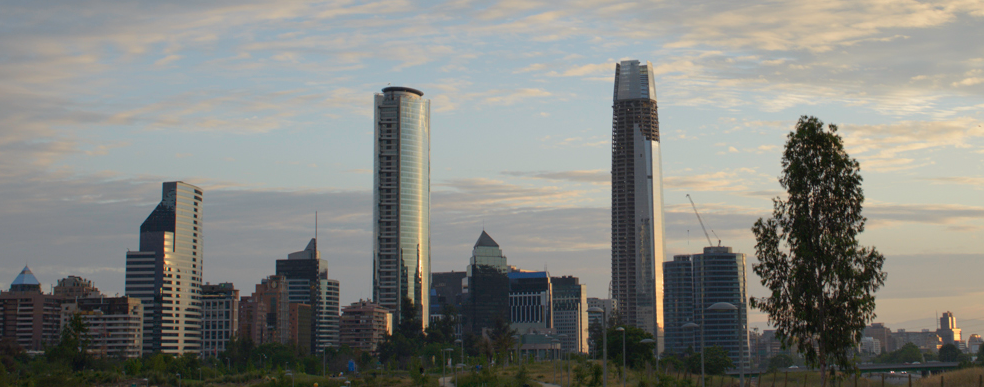
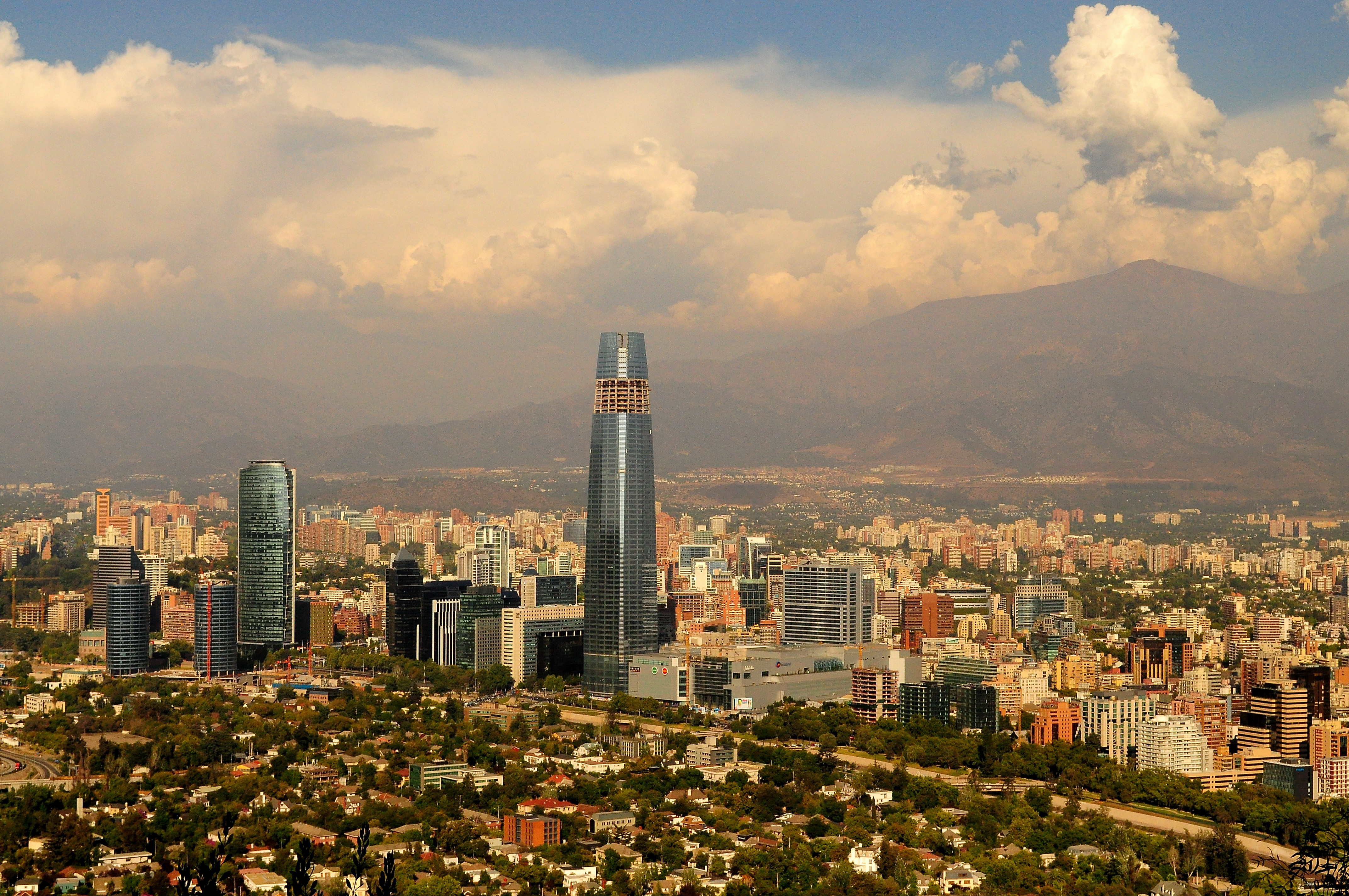
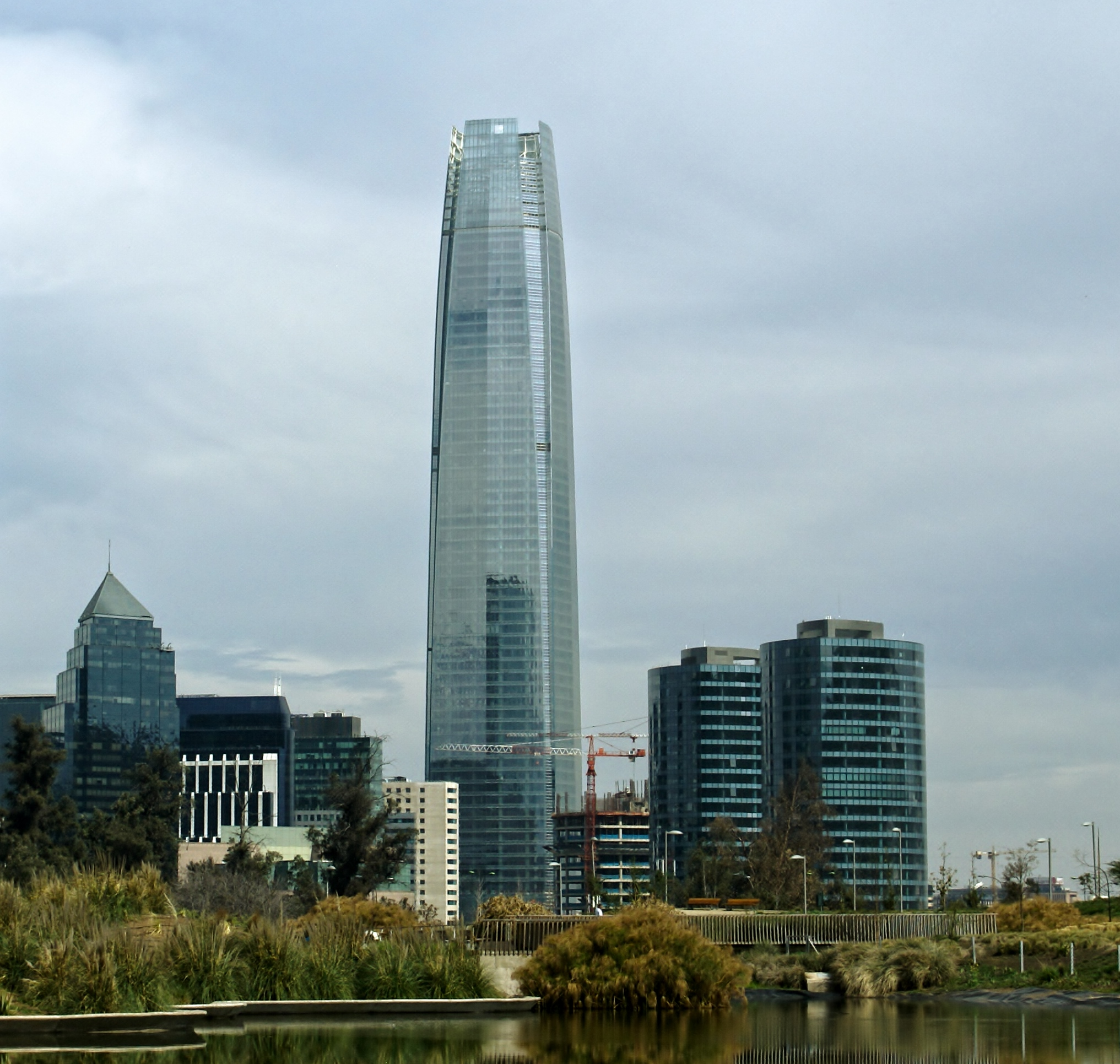
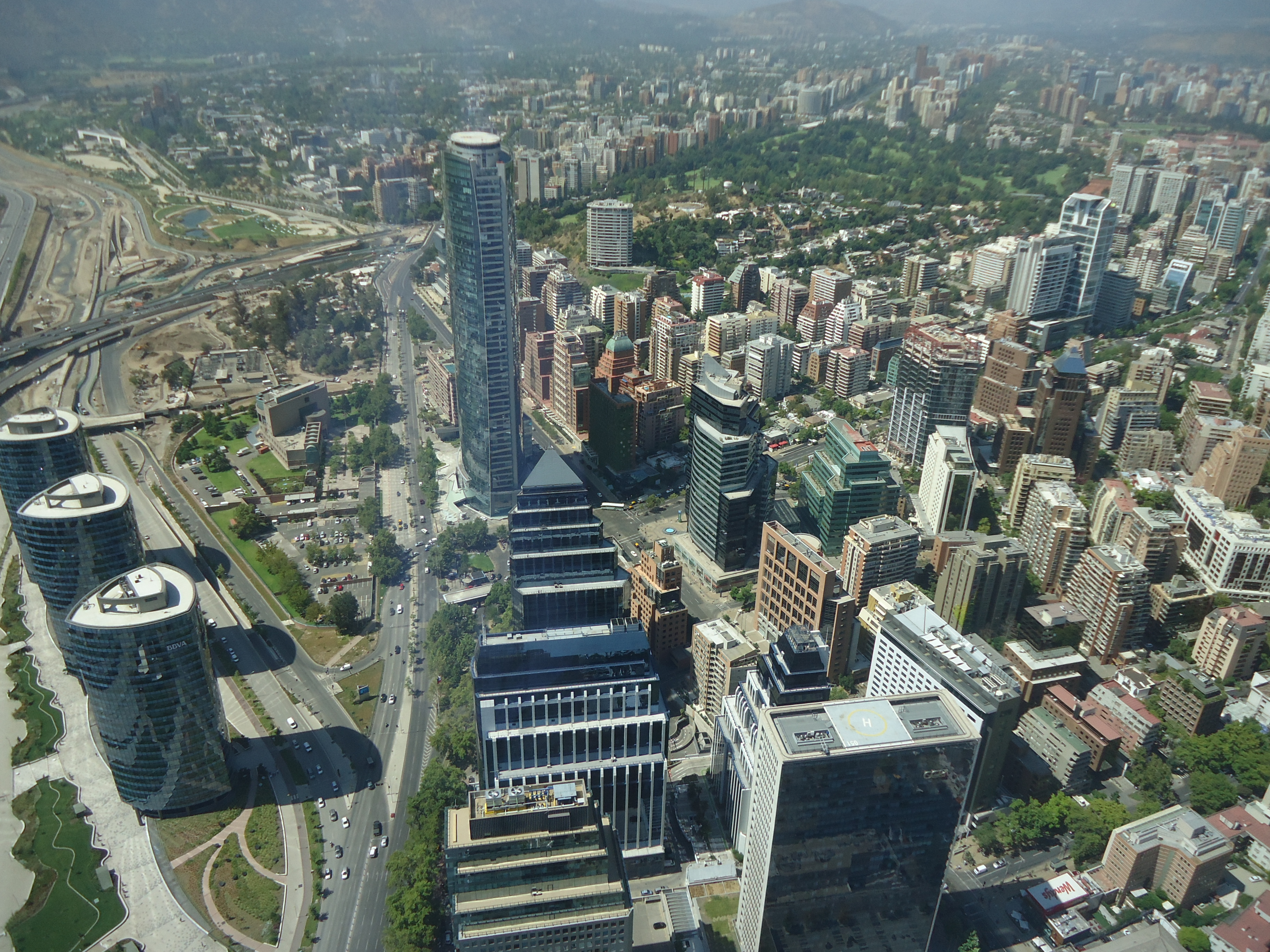